# Авличек, Доминик
Доминик Авличек (нем. Dominik Auliczek, Dominikus, Dominic, Aulizek; 1 августа 1734, Поличка, Богемия — 15 апреля 1804, Мюнхен) — немецкий художник, скульптор-модельер изделий из фарфора, родом из Богемии, много лет работавший на фарфоровой мануфактуре в Нимфенбурге, Бавария.

## Биография
Доминик Авличек родился в городе Поличке, Богемия (ныне восточная Чехия). Его отцом был Матиас Авличек, бургомистр города, а матерью — Розина Мартини.
Авличек прошёл обучение у Ф. Пацака в Литомышле. Затем, в 1752—1753 годах, учился в Вене, сначала у Й. Г. Лейтнера, а потом в Академии изобразительных искусств. В 1754 году он был в Париже, в 1755—1756 годах учился в Академии художеств в Лондоне. В 1756—1759 годах Авличек обучался в Академии Святого Луки в Риме. В 1759 году получил премию за скульптуру и был награждён орденом Золотой шпоры папой Климентом XIII. Награда давала дворянство. Затем он три года в Риме работал под руководством итальянского скульптора Гаэтано Кьявери.
В 1762 году Авличек переехал в Мюнхен и в следующем году поступил на фарфоровую мануфактуру в Нимфенбурге (окрестности Мюнхена), заменив скончавшегося в 1763 году Францa Антонa Бустелли, сначала как технолог, а затем как скульптор-модельер. 28 ноября 1765 года он женился в Нимфенбурге на Марии Йозефе, дочери художника Йозефа Вайса,. У них было три дочери и пять сыновей. В 1772 году Доминик Авличек был назначен придворным скульптором. В 1782 году он стал придворным советником.
Авличек проработал на мануфактуре до 1797 года. Благодаря его творчеству галантные фигуры стиля рококо эпохи Бустелли сменили изображения античных богов и богинь в стиле неоклассицизма. Авличек также создал скульптурные модели к двадцати пяти охотничьим сценам по мотивам популярных гравюр И. Э. Ридингера.
В 1770—1782 годах Авличек создавал статуи, изображающие античных богов для садов дворца курфюрстов в Нимфенбурге. Среди статуй были Юпитер, Юнона, Плутон и Прозерпина.
Доминик Авличек скончался в Мюнхене 15 апреля 1804 года в возрасте шестидесяти девяти лет. Его сын Доминик фон Авличек Младший (родился 17 ноября 1775 года) также был художником по фарфору и с 1829 по 1835 год был владельцем фарфоровой фабрики в Регенсбургe.

## Фарфор
- Церера
- Флора
- Мифическое божество
- Мифическое божество
- Мифическое божество
- Омфала
- Нептун и Амфитрита

## Статуи дворцовых садов Нифенбурга
- Юнона
- Плутон
- Юпитер
- Прозерпина